# La Golarda
La Golarda, també denominada Riera Golarda o, per error, Riera de la Golarda, és una riera que discorre pels termes municipals de Castellcir i Monistrol de Calders, al Moianès.

## Etimologia
Hi ha diverses teories per explicar l'origen de la Golarda. La que es formula al llibre citat en la bibliografia és que prové de la Golobarda, nom d'una masia, actualment desapareguda, que dominava tot el tram final d'aquesta riera i que, per tant, passava per les seves terres.

## Origen
Es forma per transformació de la riera de Marfà a sota i a ponent de la casa de Marfà, al lloc on hi ha la font de Gust. Des d'aquell lloc la Golarda davalla cap a ponent, però fent uns enormes meandres que la fan giragonsar constantment al llarg de tot el seu recorregut. Té el final al lloc anomenat Mesclants, al nord-oest de Monistrol de Calders, quan s'ajunta amb la riera de Sant Joan per formar el Calders.

## La vall de Marfà, del terme municipal de Castellcir

La Golarda, respecte del terme de Castellcir

Des del centre de la vall de Marfà, la Golarda va a buscar la masia de la Datzira, a la qual s'aproxima des del sud-est, hi fa tota la volta pel nord, lloc on rep per la dreta el torrent de la Font d'Esqueix, i se'n separa cap al sud-oest, deixant la masia en una estreta llenca de terreny entre els dos braços de la Golarda.
Ran de la masia de la Datzira es troba el molí de la Datzira. Poc després emprèn cap a ponent i, obrint un solc profund en una zona rocosa, passa entre les masies del Xei i els Sors, o Sors -sud i nord, respectivament-, on rep per la dreta el torrent de Serramitja i al cap de poc torç de primer cap a migdia i poc després cap a ponent, i abandona el terme de Castellcir per entrar en el de Monistrol de Calders, just a migdia del Roc del Paraigua.

## Monistrol de Calders

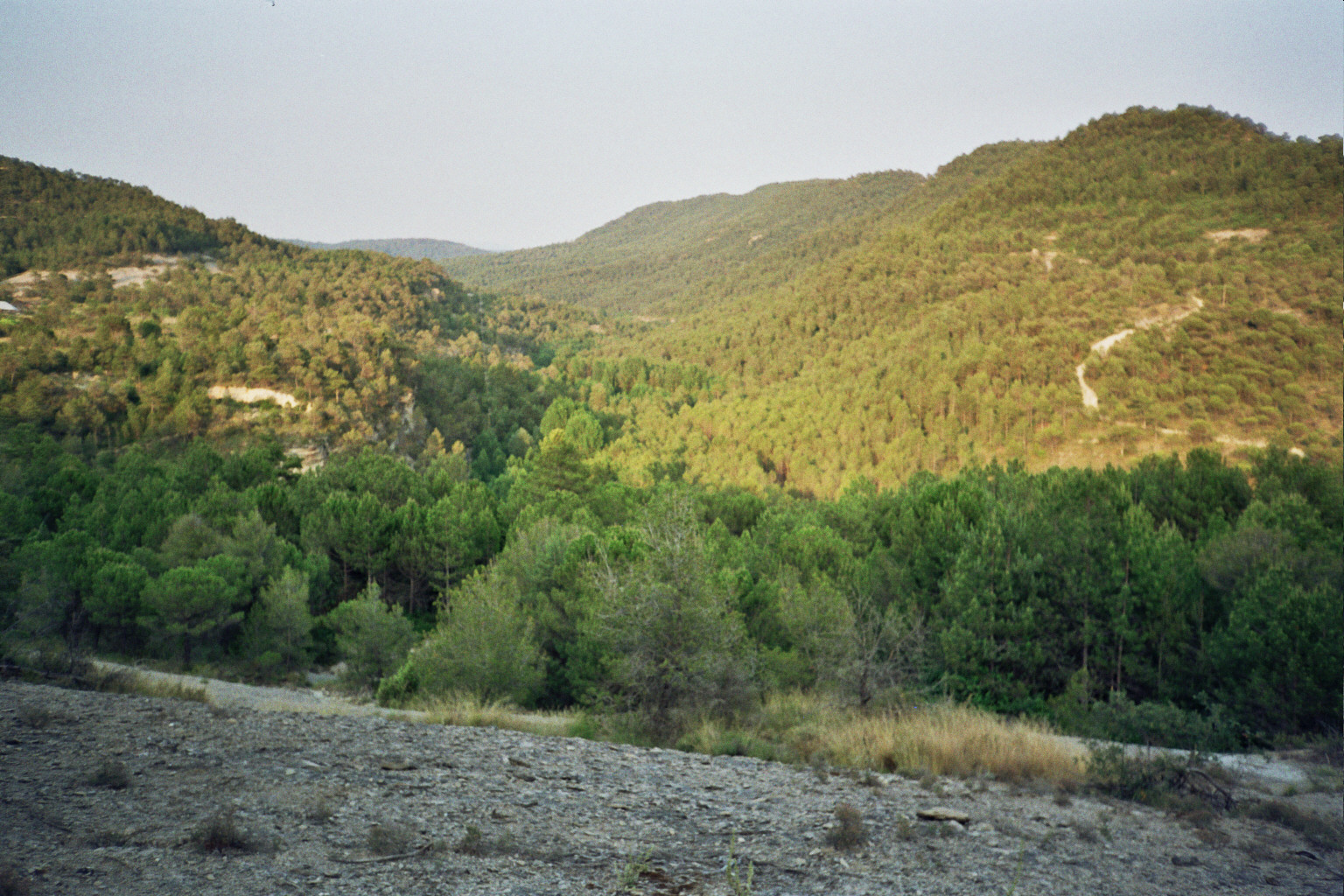
La vall de la Golarda, a llevant de la Coma

Deixant enrere el Roc del Paraigua, entra en terres de la masia de la Coma i discorre a migdia de la Solella de la Coma i al nord de la Baga de la Coma. Després d'un altre meandre molt tancat, arriba a la Balma de la Coma, oberta a la roca per les aigües de la Golarda. Tot seguit passa al sud de l'Horta de la Coma, i al cap de poc arriba al lloc on rep per la dreta el torrent de la Baga Cerdana, just després de travessar la carretera de la Coma.

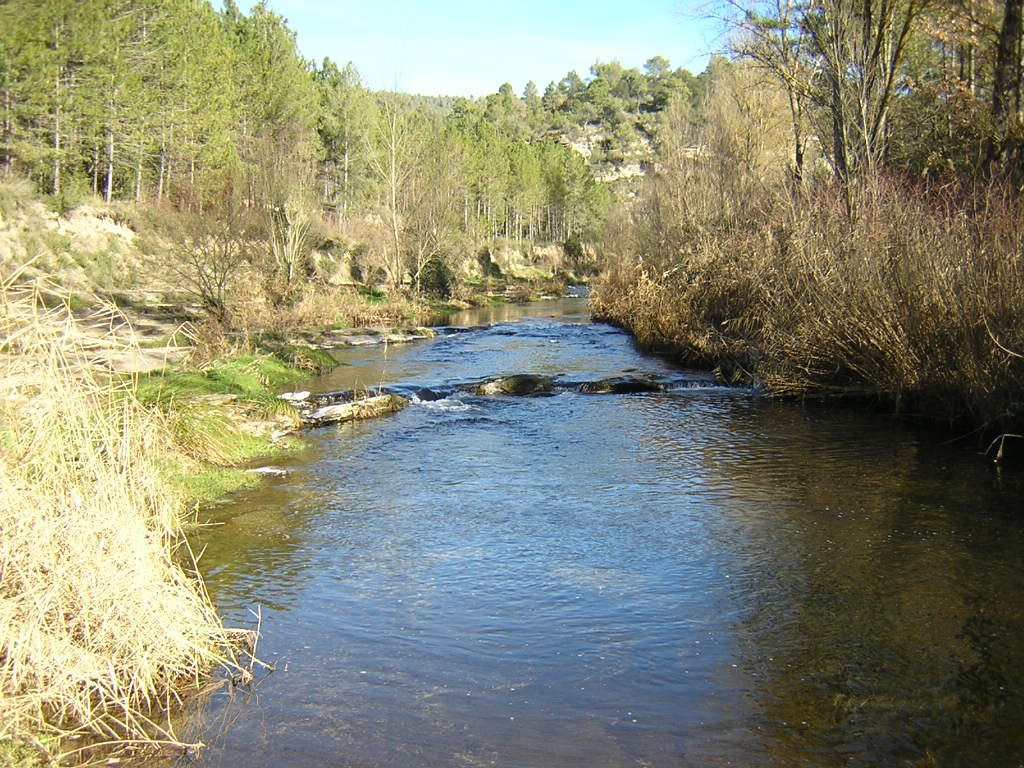
La Golarda, a mig curs

En el moment en què rep aquest torrent, la Golarda gira en angle recte cap a migdia, i arriba a un dels indrets més impressionants del seu curs: els Gorgs Blaus. Fent més revolts, però prenent com a base la direcció sud, deixa a la dreta la Pedrera dels Gorgs Blaus, després el Racó del Trull, la masia de la Païssa, que queda enlairada respecte de la Golarda, travessa el camí del Trull i arriba al petit embassament format per la resclosa del Pla de Cardona, popularment denominat les Dutxes.

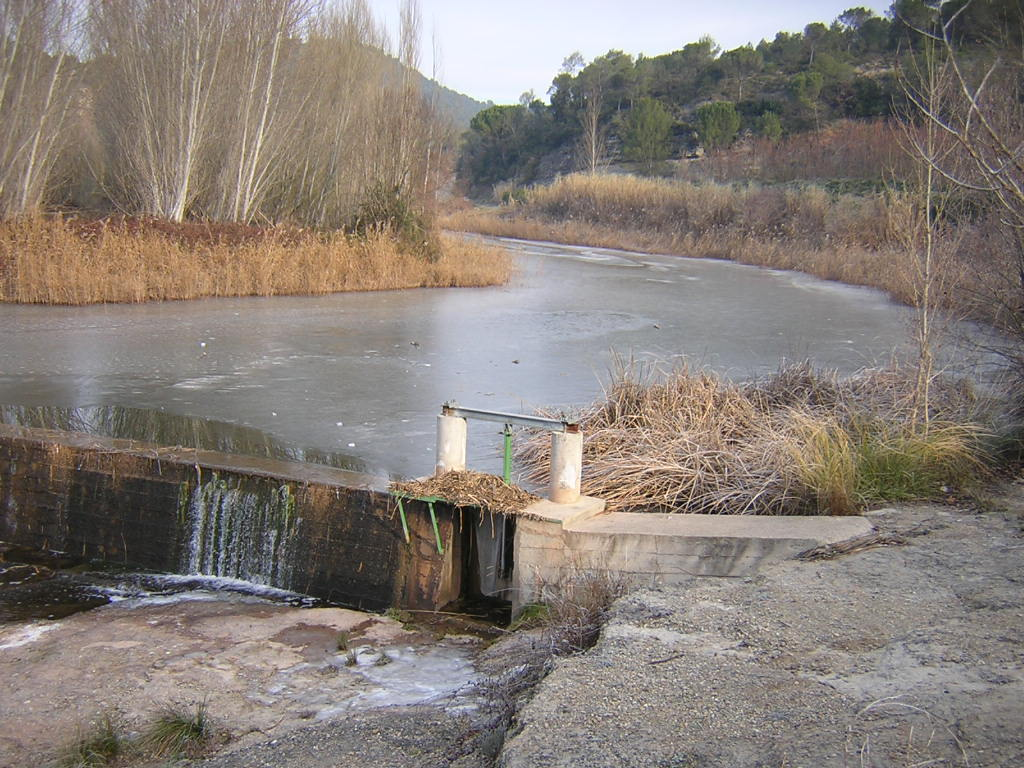
Les Dutxes, o Resclosa del Pla de Cardona, al pic de l'hivern

A continuació deixa a la dreta el Pla de Cardona, L'Estoviada de la Païssa i la Serreta i fa la volta formant un angle recte, entrant pel nord i sortint per ponent, als Horts dels Pins, deixant a l'esquerra la font del Collet i el poble de Monistrol de Calders, travessa la carretera B-124 pel pont del Collet, i s'ajunta amb la riera de Sant Joan per tal de formar el riu Calders al lloc conegut com a Mesclants.